# Поваляевы Дворы
Поваляевы Дворы — поселок в Орловском районе Орловской области.

## География
Находится в центральной части Орловской области на расстоянии приблизительно 23 км на юг-юго-запад по прямой от железнодорожного вокзала станции Орёл.

## История
В 1869 году отмечался как постоялый двор. На карте 1941 года отмечен был как поселение с 12 дворами. До 2021 года входил в Голохвастовское сельское поселение Орловского района.

## Население
Численность населения: 16 человек (русские 94 %) в 2002 году, 32 в 2010.